# Вице-президент Аргентины
Вице-президент Аргентины (исп. vicepresidente de la Nación Argentina) — должностное лицо исполнительной власти Аргентины. Избирается одновременно с президентом прямым тайным всенародным голосованием сроком на четыре года. Основной функцией вице-президента является замещение президента в случае его отсутствия, недееспособности, смерти или отставки. В соответствии с конституцией Аргентины вице-президент является председателем Сената. Должность учреждена в 1854 году. С 10 декабря 2023 действующим вице-президентом страны является Виктория Вильярруэль.

## Список вице-президентов Аргентины
Республиканское предложение
 Федералистская партия Аргентины
 Либеральная партия
 Гражданский радикальный союз
 Автономистская национальная партия, Национальная демократическая партия
 Рабочая партия Аргентины, Хустисиалистская партия, Фронт за победу
 Военная диктатура, Конкордансия
| №  | Начало срока     | Конец срока      | Имя                           | Портрет |
| -- | ---------------- | ---------------- | ----------------------------- | ------- |
| 1  | 5 марта 1854     | 5 марта 1860     | Сальвадор Мария дель Карриль  |         |
| 2  | 5 марта 1860     | 5 ноября 1861    | Хуан Эстебан Педернера        |         |
| 3  | 12 октября 1862  | 2 января 1868    | Маркос Пас                    |         |
| 4  | 12 октября 1868  | 12 октября 1874  | Адольфо Альсина               |         |
| 5  | 12 октября 1874  | 12 октября 1880  | Мариано Акоста                |         |
| 6  | 12 октября 1880  | 12 октября 1886  | Франсиско Бернабе Мадеро      |         |
| 7  | 12 октября 1886  | 6 января 1890    | Карлос Пеллегрини             |         |
| 8  | 12 октября 1892  | 23 января 1895   | Хосе Эваристо Урибуру         |         |
| 9  | 12 октября 1898  | 12 октября 1904  | Норберто Кирно Коста          |         |
| 10 | 12 октября 1904  | 12 марта 1906    | Хосе Фигероа Алькорта         |         |
| 11 | 12 октября 1910  | 9 августа 1914   | Викторино де ла Пласа         |         |
| 12 | 12 октября 1916  | 25 июня 1919     | Пелахио Луна                  |         |
| 13 | 12 октября 1922  | 11 октября 1928  | Эльпидио Гонсалес             |         |
| 14 | 12 октября 1928  | 6 сентября 1930  | Энрике Мартинес               |         |
| 15 | 6 сентября 1930  | 20 октября 1930  | Энрике Сантамарина            |         |
| 16 | 20 февраля 1932  | 20 февраля 1938  | Хулио Архентино Паскуаль Рока |         |
| 17 | 20 февраля 1938  | 27 июня 1942     | Рамон Кастильо                |         |
| 18 | 7 июня 1943      | 15 октября       | Саба Суэйро                   |         |
| 19 | 15 октября 1943  | 24 февраля 1944  | Эдельмиро Хулиан Фаррелль     |         |
| 20 | 8 июля 1944      | 10 октября 1945  | Хуан Доминго Перон            |         |
| 21 | 10 октября 1945  | 4 июня 1946      | Хуан Пистарини                |         |
| 22 | 4 июня 1946      | 3 апреля 1952    | Ортенсио Кихано               |         |
| 23 | 7 мая 1954       | 23 сентября 1955 | Альберто Тейсайре             |         |
| 24 | 23 сентября 1955 | 1 мая 1958       | Исаак Франсиско Рохас         |         |
| 25 | 1 мая 1958       | 19 ноября 1958   | Алехандро Гомес               |         |
| 26 | 12 октября 1963  | 28 июня 1966     | Карлос Умберто Перетте        |         |
| 27 | 25 мая 1973      | 13 июля 1973     | Висенте Солано Лима           |         |
| 28 | 12 октября 1973  | 1 июля 1974      | Исабель Мартинес де Перон     |         |
| 29 | 10 декабря 1983  | 8 июля 1989      | Виктор Иполито Мартинес       |         |
| 30 | 8 июля 1989      | 10 декабря 1991  | Эдуардо Дуальде               |         |
| 31 | 8 июля 1995      | 10 декабря 1999  | Карлос Федерико Рукауф        |         |
| 32 | 10 декабря 1999  | 6 октября 2000   | Карлос Альварес               |         |
| 33 | 25 мая 2003      | 10 декабря 2007  | Даниэль Сиоли                 |         |
| 34 | 10 декабря 2007  | 10 декабря 2011  | Хулио Кобос                   |         |
| 35 | 10 декабря 2011  | 10 декабря 2015  | Амадо Буду                    |         |
| 36 | 10 декабря 2015  | 10 декабря 2019  | Габриэла Микетти              |         |
| 37 | 10 декабря 2019  | 10 декабря 2023  | Кристина Фернандес де Киршнер |         |
| 38 | 10 декабря 2023  |                  | Виктория Вильярруэль          |         |